# Mendióroz
Mendióroz (Mendiorotz en euskera y cooficialmente) es una entidad de población española del municipio de Lizoáin-Arriasgoiti, perteneciente a la Comunidad Foral de Navarra.

## Historia
Hacia mediados del siglo XIX, el lugar, ya por entonces perteneciente a Lizoáin, tenía contabilizada una población de 102 habitantes. Aparece descrito en el undécimo volumen del Diccionario geográfico-estadístico-histórico de España y sus posesiones de Ultramar de Pascual Madoz con las siguientes palabras:

MENDIOROZ: l. del ayunt. y valle de Lizoain, en la prov. y c. g. de Navarra, part. jud. de Aoiz (2 leg.), aud. terr. y dióc. de Pamplona (2 1/4): sit. en la falda meridional de un monte que se prolonga de E. á O.; clima frio, reina el viento N., y se padecen inflamaciones y catarros. Tiene 19 casas de pocas comodidades, que forman una calle espaciosa y desempedrada, igl. parr. de entrada dedicada á San Pedro Apóstol, y servida por un abad de presentacion de los vec.; cementerio contiguo á la igl.; el vecindario se surte de las aguas de una fuente y de 2 arroyuelos. El térm. que se estiende de N. á S. 1 leg. y 1/2 de E. á O., confina N. Galduroz y Leyun; E. Redin; S. Urroz, y O. Erasun y Ustarroz; comprendiendo dentro de su circunferencia un monte que en las vertientes meridionales se halla poblado de robles, y en las set. de pinos, avellanos, bojes y enebros; un soto al S. de la pobl., con fresnos y otros árboles. El terreno es secano, de mediana calidad, con algunos trozos plantados de viñas; le atraviesan por ambos lados del l. 2 arroyuelos que el uno va á confundirse con el Arga en el valle de Egües, y el otro con el Erro á 1/2 hora de este vecindario. caminos: los que conducen á los pueblos limítrofes, en mal estado: el correo se recibe de Urroz por balijero los martes y viernes. prod.: trigo, avena, maiz, patatas, habas y algo de vino; cria de ganado vacuno, mular, caballar, lanar y de cerda; caza de liebres, codornices y perdices. pobl.: 19 vec., 102 alm. contr. con el valle. (V.)
(Madoz, 1848, p. 375)

En 2022, tenía empadronados 39 habitantes.